# بازگشت پادشاه (رمان)
ارباب حلقه‌ها: بازگشت پادشاه (انگلیسی: The Return of the King) سومین و آخرین کتاب از سری ارباب حلقه‌ها است که توسط جان رونالد روئل تالکین نگاشته‌شد. از روی این کتاب فیلم بازگشت پادشاه ساخته شد.

## خلاصهٔ رمان

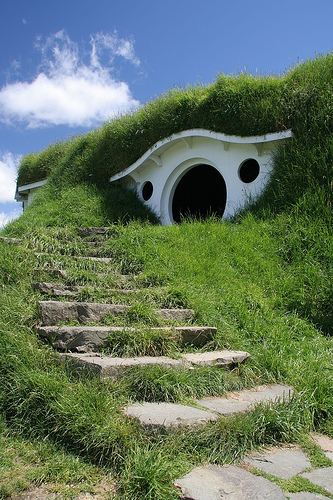
نمایی از یک سوراخ هابیتی، در هابیتون-ماتاماتا، نیوزیلند

در پایان رمان دو برج گندالف و پیپین از تئودن و سواران روهان جدا می‌شوند و رمان بازگشت پادشاه با سفر این دو به سمت شهر میناس‌تیریت، شهر اصلی منطقهٔ گوندور، آغاز می‌شود. در شهر میناس‌تیریت، گندالف و پیپین با دنتور، کارگزار گوندور و پدر برومیر، ملاقات می‌کنند تا به او خبر بدهند که حملهٔ ویرانگر سائورون در راه است، اما دنتور اصلاً از گندالف دل خوشی ندارد و گمان می‌کند او آراگورن را برای رسیدن به تاج‌وتخت با خود آورده است. پیپین به احترام برومیر که در «پارت گالن» خودش را برای نجات هابیت‌ها از دست ارک‌ها فدا کرده، شمشیرش را به دنتور می‌دهد و قسم یاد می‌کند که در مقام نگهبان برج سفید به او خدمت کند.
ابری تیره (که گندالف آن را «تاریکی» می‌نامد) از موردور به سمت میناس تیریت می‌آید و تمام آسمان را می‌پوشاند. در همین حین، آراگورن درمی‌یابد که ممکن است سواران به‌موقع به شهر نرسند تا بتوانند در برابر هجوم موردور از آن دفاع کنند. در نتیجه آراگورن از تئودن جدا می‌شود و تصمیم می‌گیرد به همراه لگولاس و گیملی از طریق تونل‌های مخوف و تاریک «معابر مردگان» به سمت گوندور برود. حین عبور از این مسیر، سپاه عظیم «مردگان بی‌قرار» به دستور آراگورن او را به سمت جنوب همراهی می‌کند.
فارامیر، پسر دیگر دنتور، که خستهٔ نبرد است، به گوندور بازمی‌گردد و دیدارش با فرودو را شرح می‌دهد. دنتور که متوجه می‌شود پسرش حلقه را به گوندور نیاورده، عصبانی می‌شود و او را مجدداً اعزام می‌کند تا در شهر آزگیلیت از پیشروی سپاه موردور جلوگیری کند. فارامیر تا آنجا که در توان دارد از مقر خود در برابر نازگول‌های پرنده محافظت می‌کند، اما به‌رغم کمک‌های گندالف شکست می‌خورد. او در حین عقب‌نشینی هدف تیر زهرآگین نازگول‌ها قرار می‌گیرد و نزدیک دروازه‌های شهر زمین‌گیر می‌شود.
سپس این نبرد شدید از مرزهای میناس تیریت فراتر می‌رود و دنتور مجنون می‌شود و خود و پسر زخمیش را در سردابه‌ای محبوس می‌کند. دنتور نقشه‌ای می‌ریزد تا بازماندگان دودمان کارگزاران گوندور را از بین ببرد.
چیزی نمانده که سپاه موردور استحکامات دفاعی میناس تیریت را از بین ببرد که سواران روهان به فرماندهی تئودن درست به‌موقع سر می‌رسند و آن‌ها را وادار به عقب‌نشینی می‌کنند. در این نبرد ارباب نازگول‌ها، یعنی سالار تاریکی، تئودن را می‌کشد. بانو اِئووین و مری که همواره از نبرد کنار گذاشته می‌شدند، در اقدامی متهورانه، سالار تاریکی را به هلاکت می‌رسانند، اما اِئووین به‌شدت زخمی می‌شود. نیروهای موردور دوباره سروسامان می‌گیرند، اما آراگورن از راه رودخانهٔ آندوئین و سوار بر کشتی‌های سیاه‌رنگ دشمن، که آن‌ها را با کمک ارواح «مردگان» به غنیمت گرفته، سر می‌رسد.
دنتور که با دیدن فلاکت شهر و ناخوشی مهلک پسرش مستأصل شده، تصمیم می‌گیرد خود و پسرش را به آتش بیندازد. پیپین گندالف را پیدا می‌کند و با یکدیگر فارامیر را از دست پدر دیوانه‌اش نجات می‌دهند. اما دنتور خودش را به درون هیمه‌ای شعله‌ور می‌اندازد و خودکشی می‌کند. آراگورن پس از نجات گوندور، وارد میناس تیریت می‌شود و افرادی که سالار تاریکی به آن‌ها صدمه زده، از جمله ائووین و مری و همچنین فارامیر، را مداوا می‌کند. توانایی مداوای زخمیان نشانهٔ پادشاه راستین است و آراگورن با انجام این کار پیش‌گویی دیرین آمدن پادشاه بعدی گوندور را محقق می‌کند.
آراگورن تصمیم می‌گیرد با بازماندگان سپاهیان غرب به سمت موردور بتازد تا توجه سائورون را از سفر فرودو منحرف کند. نیروهای آراگورن به سمت دروازه‌های سیاه پیش می‌روند و در آنجا با گماشتهٔ سائورون مواجه می‌شوند. گماشتهٔ سائورون جوشن و شمشیر فرودو را به آن‌ها نشان می‌دهد و می‌گوید که هابیت‌های جاسوس (یعنی فرودو و سم) در موردور به اسارت گرفته شده‌اند و آن‌ها نیز باید تسلیم سائورون بشوند. گندالف که می‌داند گماشته دروغ می‌گوید، او را توبیخ می‌کند و او نیز به آن‌سوی دروازه فرار و سپاه عظیم موردور را روانهٔ میدان نبرد می‌کند.
از سوی دیگر، سم موفق شده است با کمک حلقه و شمشیرش از سد ارک‌ها عبور کند و فرودو را از برج سیریت اونگُل نجات بدهد. سم و فرودو لباس ارک‌ها را به تن می‌کنند و راه‌پیمایی طاقت‌فرسایشان از میان بیابان‌های برهوت موردور را آغاز می‌کنند. با هر قدم کندی که رو به جلو برمی‌دارند، حلقه بر گردن فرودو بیشتر سنگینی می‌کند.
پس از چندین روز سفر جان‌فرسا، این دو هابیت به اُردروین یا همان کوه هلاکت می‌رسند. فرودو از پا افتاده و سم او را تا بالای کوه حمل می‌کند. درست هنگامی که به شکاف‌های هلاکت می‌رسند، گالوم دوباره سر می‌رسد و با فرودو درگیر می‌شود...